# Aranyarcú gibbon
Az aranyarcú gibbon (Nomascus gabriellae) más néven (Hylobates gabriellae) egy Ázsia déli felének trópusi esőerdőiben élő gibbonfaj. Vietnamban, Laoszban és Kambodzsában fordul elő.

## Megjelenése
Az újszülött kölyök bundája világossárga, majd néhány hónap múlva feketére színeződik és csak az arc marad sárga. A hímeknek ez lesz a végleges színük, de a nőstények szőre ismét sárgás árnyalatúra vált mire elérik az ivarérettséget. Termetük is kisebb marad a hímekénél. Testtömege 7–8 kg, testhossza 45–65 cm marmagassága 60 cm.
Monogám kapcsolatban élnek kisebb-nagyobb csapatokat alkotva.
Magyarországon a Szegedi Vadasparkban tartanak aranyarcú gibbonokat. 2012-ben Magyarországon elsőként itt született aranyarcú gibbonkölyök.

## Életmódja
Táplálkozása főleg levelek, gyümölcsök, virágok, néha rovarokból áll.
7-8 hónapos vemhesség után 1 utód születik. Élettartalmuk 25 év.